# 東山重雄
東山 重雄（ひがしやま しげお、1920年5月25日 - 2006年2月25日）は昭和時代日本の政治家、詩人、作詞家。詩人としての別名義に東山 詩華夫（読みは本名と同じ）がある。

## 来歴
岩手県二戸郡鳥海村（現在の一戸町）出身。大日本雄弁会講談社『少年倶楽部』誌「全国児童作文」に応募作が優等入選し、母校の小友尋常小学校に名誉旗が授与された。
戦後は蒼明社『歌と随筆』誌を拠点に詩人として活動していたが、1948年（昭和23年）に2代目「盛岡市民歌」で応募作が入選したことを機に作詞家として活動し「二戸小唄」や20校余りの校歌を手掛けている。政治家としては鳥海村議会議員を経て1957年（昭和32年）の1町4村合併による（新）一戸町発足後は引き続き町議会議員として活動し、議長に至る。また、1970年（昭和45年）から1979年（昭和54年）まで一戸町農業協同組合（新岩手農業協同組合の前身の一組織）の組合長を務めた。
2006年（平成18年）2月25日死去。享年87（満85歳没）。従六位に叙位され、旭日双光章を受章した。

## 著作
- 『歌と生きる 歌詞集』（私家版、2002年）[注 1]

### 作詞
自治体歌
- 盛岡市民歌（補作：小田島孤舟、作曲：高田信一）

校歌
- 岩手県立二戸高等看護学院院歌（作曲：千葉了道）
- 一戸町立奥中山小学校校歌（作曲：下総皖一）
- 一戸町立鳥海小学校校歌（作曲：田中英徳）
- 男鹿市立北陽小学校校歌（作曲：佐藤眞）

その他
- 二戸小唄（作曲：鷹嘴洋一）

## 評伝
- 高橋賢治『農民詩人 東山重雄さんの歌の道』（私家版、2002年）[注 1]